# 劉正
劉正（りゅう せい、リウ・ジュヨン、1929年1月 - 2006年6月6日）は、中華人民共和国の官僚、政治家。湖南省長沙市出身。

## 経歴
1929年1月、湖南省長沙市で生まれる。南岳国家師範付属中学校を経て、1949年、湖南大学を卒業。
1949年1月に中国共産党入党。1949年10月から1952年10月は湖南省益陽軍分区司令部秘書、湖南省委徴食糧と土地改革調査隊隊員、益陽地区党委弁公室幹事、湖南省土改委員会調査科員、副課長を歴任した。1954年11月、長沙県党委副書記に就任。1956年6月、長沙県党委書記に昇格。1957年6月から1967年1月は湖南省委農村工作部弁公室主任、湖南省党委員会政策研究室副主任、湖南省党委員会農村政治部副主任を歴任した。
文化大革命の時、劉正は衝撃を受け、五七幹部学校に下放されて働いた。
1972年9月からは衡東県党委員会副書記、衡東県革命委員会副主任、邵陽地区党委員会秘書長、邵陽地区党委員会副書記、邵陽地区行政公署専員を歴任。1981年12月、湖南省党委員会常務委員を担当する。1983年2月、湖南省人民政府省長を兼務する。1985年6月、湖南省党委員会副書記に任命。1988年1月、中国人民政治協商会議湖南省委員会主席を兼任する。1998年1月に退任し、政界から引退した。
2006年6月6日に病気で湖南省長沙市で亡くなりました。